# Démocrates du centre
Les Démocrates du centre (en danois, Centrum-Demokraterne) est un ancien parti politique danois, actif de 1973 à 2008.

## Histoire
Créé en 1973 par le député social-démocrate Erhard Jakobsen, il est une scission de l'aile droite du parti. Positionné au centre gauche, il participe aussi bien aux coalitions de droite (de 1982 à 1988) que de gauche (de 1993 à 1996). Au niveau européen, cependant, il est membre du Parti populaire européen, ce qui le classe plutôt au centre droit.
Représenté au Folketing de sa création jusqu'en 2001, année où il perd ses huit députés, il entre ensuite dans une crise qui se solde par le départ de Mimi Jakobsen, fille du fondateur du parti et sa présidente de 1989 à 2005, qui rejoint les Sociaux-démocrates.
Après un nouvel échec aux élections législatives de 2005, le parti se délite, ne participe pas aux élections de 2007, et finit par décider de sa dissolution en janvier 2008.

## Présidents
- Erhard Jakobsen : 1973-1989
- Mimi Jakobsen : 1989-2005
- Bjarne Møgelhøj : 2005-2007
- Ben Haddou : 2007-2008

## Résultats électoraux

### Élections au Folketing
| Année | %   | Sièges   | Gouvernement                                                |
| ----- | --- | -------- | ----------------------------------------------------------- |
| 1973  | 7,8 | 14 / 179 | Opposition                                                  |
| 1975  | 2,2 | 4 / 179  | Opposition                                                  |
| 1977  | 6,4 | 11 / 179 | Opposition                                                  |
| 1979  | 3,2 | 6 / 179  | Opposition                                                  |
| 1981  | 8,3 | 15 / 179 | Poul Schlüter I                                             |
| 1984  | 4,6 | 8 / 179  | Poul Schlüter I                                             |
| 1987  | 4,8 | 9 / 179  | Poul Schlüter II                                            |
| 1988  | 4,7 | 9 / 179  | Opposition                                                  |
| 1990  | 5,1 | 9 / 179  | Opposition (1990-1993), Poul Nyrup Rasmussen I              |
| 1994  | 2,8 | 5 / 179  | Poul Nyrup Rasmussen II (1994-1996), opposition (1996-1998) |
| 1998  | 4,3 | 8 / 179  | Opposition                                                  |
| 2001  | 1,8 | 0 / 179  | Opposition                                                  |
| 2005  | 1,0 | 0 / 179  | Opposition                                                  |

### Élections municipales
| Année | Sièges   |
| ----- | -------- |
| 2001  | 2 / 4647 |
| 2005  | 0 / 2522 |

### Élections régionales
| Année | Sièges  |
| ----- | ------- |
| 2001  | 0 / 374 |
| 2005  | 0 / 205 |

### Élections européennes
| Année | %   | Sièges | Groupe |
| ----- | --- | ------ | ------ |
| 1979  | 6,1 | 1 / 15 | PPE    |
| 1984  | 6,6 | 1 / 15 | PPE    |
| 1989  | 8,0 | 2 / 16 | PPE    |
| 1994  | 0,9 | 0 / 16 |        |
| 1999  | 3,5 | 0 / 16 |        |